# Art'owr K'artašyan
Art'owr K'artašyan (in armeno Արթուր Քարտաշյան?; traslitterazione anglosassone: Artur Kartashyan; Erevan, 8 gennaio 1997) è un calciatore armeno, difensore del West Armenia in prestito dall'Alaškert.

## Carriera

### Club
Ha giocato nella massima serie armena.

### Nazionale
Ha giocato nelle nazionali giovanili armene Under-17 ed Under-21.
Nel 2018 ha esordito in nazionale maggiore.

## Statistiche

### Cronologia presenze e reti in nazionale
| Cronologia completa delle presenze e delle reti in nazionale ― Armenia | Cronologia completa delle presenze e delle reti in nazionale ― Armenia | Cronologia completa delle presenze e delle reti in nazionale ― Armenia | Cronologia completa delle presenze e delle reti in nazionale ― Armenia | Cronologia completa delle presenze e delle reti in nazionale ― Armenia | Cronologia completa delle presenze e delle reti in nazionale ― Armenia | Cronologia completa delle presenze e delle reti in nazionale ― Armenia | Cronologia completa delle presenze e delle reti in nazionale ― Armenia |
| Data                                                                   | Città                                                                  | In casa                                                                | Risultato                                                              | Ospiti                                                                 | Competizione                                                           | Reti                                                                   | Note                                                                   |
| ---------------------------------------------------------------------- | ---------------------------------------------------------------------- | ---------------------------------------------------------------------- | ---------------------------------------------------------------------- | ---------------------------------------------------------------------- | ---------------------------------------------------------------------- | ---------------------------------------------------------------------- | ---------------------------------------------------------------------- |
| 16-11-2018                                                             | Gibilterra                                                             | Gibilterra                                                             | 2 – 6                                                                  | Armenia                                                                | UEFA Nations League 2018-2019 - 1º turno                               | 1                                                                      | 3’                                                                     |
| Totale                                                                 |                                                                        | Presenze                                                               | 1                                                                      |                                                                        | Reti                                                                   | 1                                                                      |                                                                        |

## Palmarès

### Club

#### Competizioni nazionali
- Supercoppa d'Armenia: 1

P'yownik: 2015